# Aphelandra peruviana
Aphelandra peruviana är en akantusväxtart som beskrevs av Wasshausen. Aphelandra peruviana ingår i släktet Aphelandra och familjen akantusväxter. Inga underarter finns listade i Catalogue of Life.